# Luis Araquistáin
Luis Araquistáin (Bárcena de Pie de Concha, 1886 – Ginevra, 1959) è stato uno scrittore spagnolo.

## Biografia
Fu autore di due romanzi pubblicatì rispettivamente nel 1921 e nel 1923: Las columnas de Hércules e El archipiélago maravilloso. Molte sue opere furono pubblicate invece postume.